# Iridopsis aviceps
Iridopsis aviceps là một loài bướm đêm trong họ Geometridae.